# H-Blockx
I H-Blockx sono un gruppo musicale alternative metal tedesco, formatosi a Münster nel 1991.
Sono diventati famosi grazie al loro album di debutto Time to Move e per la loro cover della canzone degli Snap! The Power, creata in collaborazione con il rapper Turbo B. Il gruppo è apparso in numerose compilation, acquisendo un po' più di fama negli Stati Uniti dopo che la loro canzone "Oh Hell Yeah" è entrata a far parte della compilation WWF The Music, Vol. 4 per la World Wrestling Federation, ora World Wrestling Entertainment, e in un DVD del wrestler Steve Austin.

## Storia del gruppo

### Anni 1990
Il gruppo sale alla ribalta grazie al suo album di debutto, Time to Move, pubblicato nel 1994 con la Sing Sing Records, e prodotto da Ralph Quick e Chris Wagner. Parte di questo successo è dovuto a MTV e alle loro ripetute messe in onda dei video "Risin' High" e "Move". Ottengono, inoltre, una nomination come "Artista rivelazione" al successivo MTV Europe Music Awards, tuttavia il premio viene assegnato ai Dog Eat Dog. Con l'aiuto dei singoli "Risin' High", "Move", e "Little Girl", il loro debutto li fa rimanere per 62 settimane nella classifica tedesca degli album, vendendo più di 750 000 copie in tutto il mondo e facendo guadagnare alla band il primo disco d'oro. Questo apre la strada al loro primo grande tour. 
Nel 1996 pubblicano il loro secondo lavoro, Discover My Soul e nel 1998 esce Fly Eyes. 
Nel 1999 il gruppo scrive la colonna sonora del film tedesco Bang Boom Bang!.

### Anni 2000

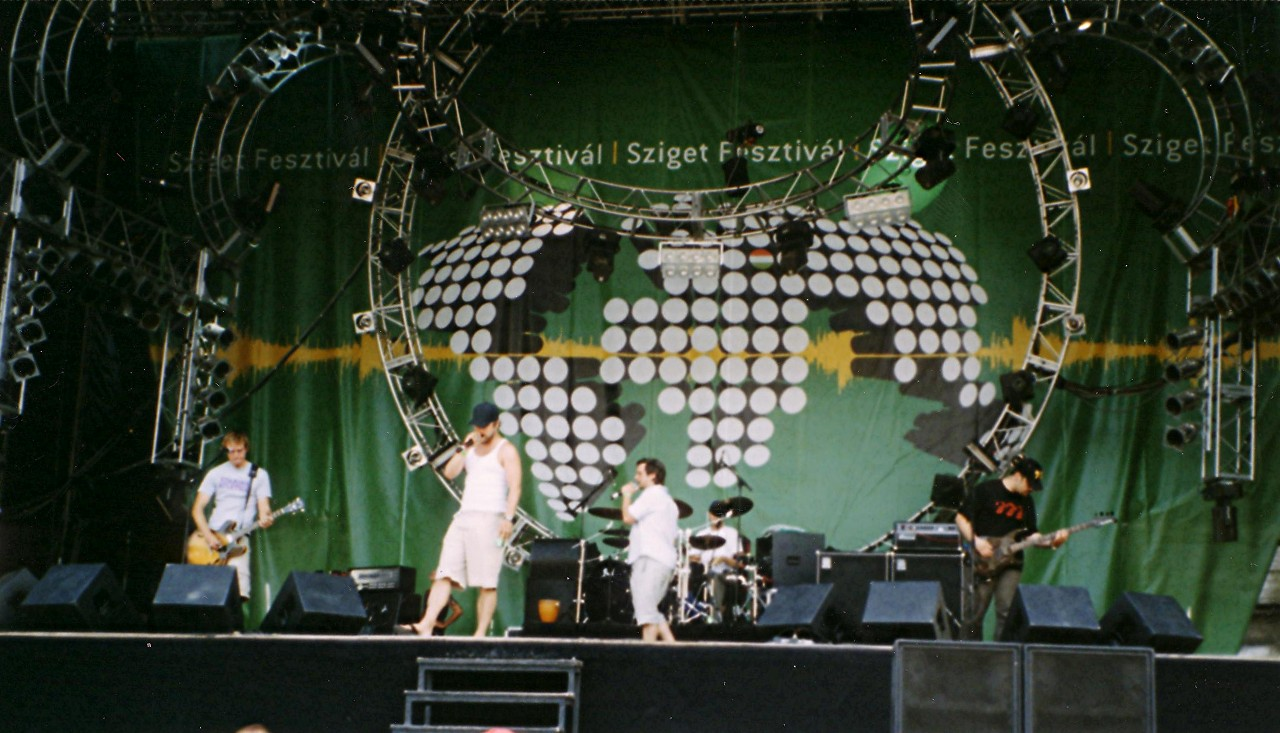
H-Blockx nel 2003

Nessuno dei due album successivi cattura l'attenzione del pubblico di MTV come aveva fatto il primo lavoro. Tuttavia, con la pubblicazione di Get In The Ring nel 2002 per l'etichetta Supersonic Records in collaborazione con la BMG, ottengono un piccolo successo grazie alla loro cover di "The Power" in collaborazione con il rapper Turbo B (quest'ultimo ha eseguito anche il brano nella versione originale con gli Snap!).
Nel 2004, l'album No Excuses, raggiunge la Top 15 nella classifica tedesca degli album. L'album viene poi seguito da un ampio tour europeo. Dopo il tour i membri trascorrono il loro tempo occupandosi dei loro progetti paralleli come produttori, cantanti o manager di artisti di diversi generi.
I membri si incontrano regolarmente per diverse settimane non solo per i concerti, ma anche per tornare alla stesura delle nuove canzoni. In Scandinavia nei primi mesi del 2005 e in Svezia nel 2006, viene registrata la prima canzone del nuovo album. Essi sono accompagnati dal produttore Andreas "Boogieman" Herbig, colui che era con loro quando nel 1994 venne completato Time to Move. Mentre negli studi di Malmö, dove tra l'altro altri artisti come i Franz Ferdinand hanno registrato degli album, viene registrato Open Letter To A Friend, che esce nel 2007 sotto la nuova etichetta X-Cell Records, con la quale sono attualmente sotto contratto.

### Altre apparizioni
Nel 1999, la band è presente nella compilation WWF The Music, Vol. 4 con la canzone "Oh Hell Yeah". Una cover della stessa è presente nel disco The Attitude Era della compilation WWE Anthology. Un'altra versione è presente nel DVD The Legacy of Stone Cold Steve Austin del 2008.
La loro canzone Countdown to Insanity è uno dei brani utilizzabili nella versione europea del videogioco Rock Band, ed è disponibile per il download nella versione americana.

## Formazione

### Formazione attuale
- Henning Wehland – voce, chitarra (1990-presente)
- Stephan "Gudze" Hinz – basso (1990-2001, 2007-presente)
- Tim Tenambergen – chitarra (1990-presente)
- Steffen Wilmking – batteria (1999-2001, 2003-presente)

### Ex componenti
- Dave Gappa: voce (1992-2001)
- Fabio Trentini: basso (2001-2007)
- Johann-Christop "Mason" Maass: batteria (1990-1998)
- Marco Minnemann: batteria (1998-1999)
- Martin "Dog" Kessler": batteria (2001-2003)

## Discografia

### Album in studio
- 1994 - Time to Move (BMG / Hansa Sing)
- 1996 - Discover My Soul (BMG / Hansa Sing)
- 1998 - Fly Eyes (BMG / Hansa Sing)
- 1999 - Bang Boom Bang - Ein Todsicherer Soundtrack (colonna sonora del film Bang Boom Bang) (Supersonic Records/BMG)
- 2002 - Get In The Ring (BMG / GUN Records)
- 2004 - No Excuses (X-Cell Records)
- 2007 - Open Letter to a Friend (X-Cell Records)
- 2012 - HBLX (Show You A Trick Records)

### Album dal vivo
- 2002 - Live (BMG / GUN Records)

### Raccolte
- 2004 - More than a Decade: The Best of H-Blockx (BMG / GUN Records)

### Singoli
- 1993 - Risin' High
- 1994 - Move
- 1995 - Go Freaky
- 1995 - Revolution/Risin' High (promo)
- 1995 - Little Girl
- 1996 - How Do You Feel?
- 1996 - Step Back
- 1996 - Discover My Soul (promo)
- 1996 - Gimme More
- 1998 - Fly
- 1998 - Take Me Home
- 1999 - Time Of My Life (EP)
- 2000 - Ring Of Fire (con Dr. Ring-Ding)
- 2001 - C'MON
- 2002 - The Power (con Turbo B.)
- 2002 - Get In The Ring (con Dr. Ring-Ding)
- 2002 - Little Girl (live) (promo)
- 2004 - Leave Me Alone!
- 2004 - Celebrate Youth
- 2007 - Countdown To Insanity